# Kaj Stillinger
Kaj Aage Stillinger (født 15. juni 1943 i Aarhus) er en dansk politiker, tidligere folketingsmedlem og tidligere byrådsmedlem i Svendborg Kommune.
Stillinger fik en kontoruddannelse i 1963 og blev uddannet lærer i 1970. Han arbejdede som kontorassistent i BP 1963-1965 og som lærer ved Svendborg Kommunes folkeskoler 1970-1972. Fra 1972 til 1979 var han konsulent ved Civil Værnepligt, hvorefter han blev viceforstander og underviser på Skolehjemmet Vejstrup. Fra 1983 var han erhvervsvejleder ved Arbejdsformidlingen i Svendborg. 
Hans politiske karriere begyndte som folketingskandidat i 1977 i Svendborgkredsen, men det blev som medlem af Fyns Amtsråd i 1986, han debuterede som folkevalgt. Kort efter blev han dog også indvalgt i Folketinget grundet Steen Gades mandatnedlæggelse, da han blev direktør for Miljøstyrelsen. Stillinger udtrådte derfor allerede efter en måned af amtsrådet. Han var medlem af Folketinget frem til 12. december 1990 og igen fra 29. maj 1999 til 20. november 2001. I perioden 1. maj 1996 til 31. december 1997 var han medlem af Svendborg Byråd. Organisatorisk var han 1972-1982 formand for SF i Svendborg, mens han 1984-1986 var formand for SF i Fyns Amt. 
Kaj Stillinger meldte sig ud af SF i 2005 som følge af interne uenigheder med en anden af partiets kandidater. Han stiftede derefter SvendborgListen, der stillede op til kommunalvalget i 2005, men ikke fik valgt nogle repræsentanter. I valgperioden 2005-2009, meldte først byrådsmedlem Jørgen Pless, tidligere Sydfyns Borgerliste, og dernæst byrådsmedlem Finn Olsen, valgt for Det Radikale Venstre, sig ind i listen, som de derefter repræsenterede i byrådet. Efter beskyldninger om  aftalebrud ifm. SvendborgListens kandidatopstilling i august 2009, blev Stillinger i september 2009 ekskluderet af SvendborgListen, hvorefter bestyrelsen meldte sig ind i Sydfyns Borgerliste, da et efterfølgende medlemsmøde erklærede eksklusionen for at være ulovlig og fuldstændig uden hold i virkeligheden, og Kaj Stillinger blev genoptaget i Svendborglisten og blev udpeget som den nye formand.